# 勒蘭岡停戰協議
《勒蘭岡停戰協議》（英語：Truce of Leulinghem）是英法百年戰爭期間英格蘭國王理查二世及其盟友和法蘭西國王查理六世及其盟友於1389年7月18日簽訂的停戰協議，象徵百年戰爭第二階段的結束。此時英格蘭正面臨經濟崩潰以及內部政爭危機；法王查理六世則患上精神疾病導致政府停滯。雙方都並不願意在戰爭的主要目標：即阿基坦公國的法律地位與英王作為阿基坦公爵頭銜持有者應向法王效忠的問題上退讓。然而雙方內部都有嚴重問題待處理，讓戰事繼續拖延對兩國都會造成重大危害。
停戰協議最初是由兩國派代表協商，為期三年。但兩國國王在英屬加萊要塞附近的勒蘭岡親自會面，並同意將停戰協議延長至27年。為了結束天主教會大分裂，兩國還同意共同對巴尔干半岛的土耳其人發動十字軍東征。此外還同意英王理查二世和法王查理六世之女伊莎貝拉的聯姻與80萬法郎的嫁妝，並且保證繼續和平談判，以維持兩國間的長久和平。然而英王亨利四世篡位導致兩國外交關係再度惡化，亨利五世趁法蘭西陷入內戰時再次入侵，開啟百年戰爭第三階段，並結束這段百年戰爭歷時最久的停戰期。

## 背景
1337年，英法百年戰爭爆發，戰爭起因緣於英格蘭國王同時具有法蘭西封臣的身分，使得很多行為都和法方產生利益衝突，其中包含法蘭西王位繼承權的主張。法王腓力六世宣布收回英王愛德華三世再法蘭西西南方吉耶訥的領土，導致戰爭爆發。第一階段以英格蘭的勝利告終，雙方在1360年簽訂布勒丁尼條約，英格蘭取得大量法蘭西領土。在近十年的和平期間，法蘭西在查理五世的領導下逐步站穩腳步，伺機收復領土。1369年，法蘭西正式撕毀條約，百年戰爭進入第二階段。在接下來的20年間，法軍避開與英軍正面衝突，並採取消耗戰使其疲憊不堪。結果英軍逐步失去在法蘭西的領土，包含戰爭前就屬英方的阿基坦公國，僅剩下波爾多至納瓦拉邊界之間的狹長海岸地帶。
1389年，英格蘭正處於嚴重的政治分裂當中，英王理查二世由於議會拒絕撥款支持戰爭，民眾又因高稅收爆發兩次起義、同時他的叔叔格洛斯特公爵又率領貴族試圖顛覆政權，因此主張和談。法蘭西在此時也陷入危機，查理六世的精神疾病反覆發作，導致國家運作陷入癱瘓。1380年代，法蘭西爆發多起反重稅暴動，其中以1383年的鉛錘黨暴動最為嚴重。由於這些困境，兩國在這十年間持續嘗試透過談判實現和平。 

## 談判過程

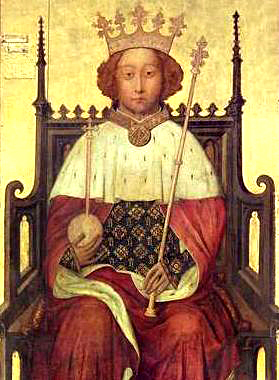
英王理查二世，約1390年繪製。

1389年6月，英法雙方的高階外交官在加來郊外的城鎮勒兰冈展開談判。代表英格蘭及其盟友葡萄牙、根特、海爾德公國出席會議的是英王理查二世的叔叔蘭開斯特公爵岡特的約翰與格洛斯特公爵伍德斯托克的托马斯；代表法蘭西及其盟友卡斯提爾王國與蘇格蘭王國出席會議的是法王查理六世的叔叔勃艮第公爵勇敢的菲利普和贝里公爵瓦盧瓦的讓。
早在幾年前，低階外交官就已經在制訂該條約的細節。法蘭西高估英格蘭繼續作戰的能力，做出了巨大讓步，提出將普瓦圖郡以外的阿基坦公國歸還給英格蘭，允許其保留加來的堡壘，並提出150萬法郎的戰爭賠款。作為交換，英王須同意繼續以阿基坦公爵身分向法王宣示效忠。該條約基本上恢復除部分阿基坦以外，第二階段戰爭英格蘭所失去的一切。兩國代表團各自返回其政府以批准該條約。在此期間，雙方同意達成為期三年的停戰協議，並於7月18日生效。

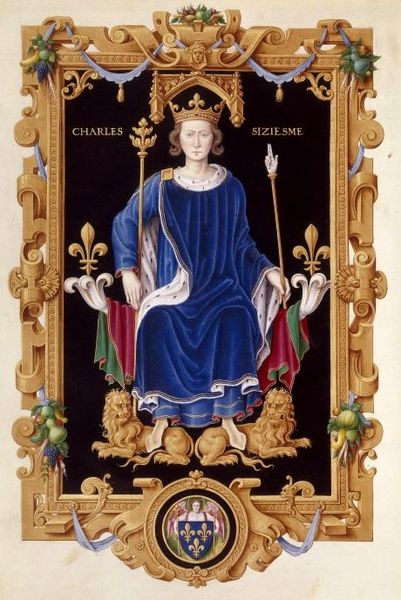
法王查理六世

自法王查理六世精神失常以來，法蘭西政府實際上由勃艮第公爵領導，因此很快就批准通過條約。另一方面，英王理查二世的政治地位低落，英格蘭下議院主要由參戰的騎士控制。理查擔心若他未經議會批准便同意條約，會導致騎士公開叛亂，他因此召開一場會議來審查該條約。然而議會否決了該條約，擔心國王向法王效忠將導致英格蘭實際上成為法蘭西的附庸國。議會同時還拒絕通過大幅徵稅來資助陷入僵局的戰爭。
理查決定利用和法蘭西約定的停戰期間懲罰他的政敵。1395年5月15日，他私下接待了法蘭西的使節團，親自與其談判。雙方商定，英王理查二世將迎娶法王查理六世的六歲女兒伊莎貝拉為妻，查理六世將提供80萬法郎的嫁妝，並將停戰協議延長5年。作為交換，理查二世將軍隊撤出法蘭西北部除加來以外的港口，布雷斯特和瑟堡在當地貴族得到大筆補償費用後才完成撤離。雙方國王同意在未來當面會見並完成談判，但查理六世的精神狀況仍然不穩定。1396年，查理暫時康復，雙方在勒蘭岡進行兩天的私下會談，並做出多項承諾：他們同意聯合對巴爾幹地區的土耳其人發動十字軍東征，理查同意支持和法蘭西共同努力結束教廷分裂，並正式接受與伊莎貝拉的聯姻和嫁妝。停戰協議又再延長了19年，雙方同意繼續談判以達成永久和平，之後各自返回首都。

## 後續
條約簽訂後，理查開始對政敵進行報復。一些擁有大量土地的人被剝奪地產並流放或處決。他們的財產被分給理查二世的親信們以在英格蘭中部建立一個盟友集團。然而理查未能依約為十字軍提供支援，這支由許多法蘭西傑出戰士組成的軍隊在1396年9月的尼科波利斯戰役慘遭殲滅。理查的一些顧問暗示他藉機重啟戰爭但遭到拒絕。在教會問題上，理查還否定了對結束分裂的主張，繼續支持羅馬教廷而非亞維儂教廷，這使法蘭西單方面取消對任何一方的支持，並以武力占領亞維儂。理查對莊園貴族的攻擊引起一些敵意，但暫時被壓抑。1399年岡特的約翰去世後，理查取消約翰的兒子博林布魯克的亨利對蘭開斯特公國的繼承權。當時正流亡海外定居巴黎的亨利開始與同胞密謀返國。1399年，理查離開英格蘭前往愛爾蘭鎮壓叛亂，亨利趁機率領小部隊登陸英格蘭，奪回以前的莊園。並在理查趕回前不流血控制英格蘭大部分地區。理查返回後被迫退位飢餓至死，而亨利加冕為英王亨利四世。
在停戰協議簽訂幾年後，法蘭西外交政策發生重大轉變，將重點轉向義大利，試圖在當地取得立足點以迫使羅馬教皇退位。熱那亞共和國成為法蘭西的保護國。然而查理六世的精神狀況持續惡化，導致宮廷內鬥更加惡劣。王后巴伐利亞的伊薩博和王叔們聯合反對王弟都蘭公爵奥尔良的路易。當亨利四世篡奪王位時，法蘭西最初將其解讀為英方終止履行停戰協議，開始組建軍隊並強化邊境駐軍，直到法蘭西使節團在英格蘭再次確認亨利同意履行停戰協議。

## 失效
在接下來的數年裡，亨利四世為鞏固蘭開斯特王朝的統治而專注內政，但在外交上對法蘭西採取一系列的激進政策。首先，在1400年將前王后瓦盧瓦的伊莎貝拉遣返法蘭西，但拒絕歸還嫁妝。接著又在1403年迎娶布列塔尼公爵讓四世的遺孀納瓦拉的胡安娜，此舉令英格蘭及法蘭西貴族都感到不滿。胡安娜作為布列塔尼公國攝政暨公國繼承人的監護人，為了避免打破外交平衡，在前往倫敦前將公國攝政權及兒子的監護權交給勃艮第公爵菲利普。
另一方面，法蘭西在1402年重新將吉耶納公爵封給查理六世的幼子路易；1404年在奧爾良公爵路易的主導下開始入侵阿基坦公國，並對英格蘭沿海進行劫掠。1400年，歐文·格林杜爾發動威爾斯民族主義起義。1404年7月，法王查理六世和格林杜爾締結同盟，承認他為威爾斯王。隔年一支法軍在威爾斯米爾福德港登陸，雖然未能有效幫助叛軍，但也昭示條約已徒具虛文。
在法蘭西宮廷內，主戰派的奧爾良公爵和主和派的勃艮第公爵歧見日益加深，終於在1407年演變為法蘭西的全面內戰。野心勃勃的亨利五世於1413年繼位英格蘭國王，終於在1415年再次入侵法蘭西，開啟百年戰爭第三階段，又稱蘭開斯特戰爭。

## 資料來源
- Strickland, Agnes. Lives of the Queens of England From The Norman Conquest. — L.: Bell and Daldy, 1864. — Т. I (I/VI).
- Sumption, Jonathan. . University of Pennsylvania Press. 2009. ISBN 978-0-571-13897-5.
- Wagner, J.,  (PDF), Westport: Greenwood Press, 2006, ISBN 978-0-313-32736-0, （原始内容 (PDF)存档于16 July 2018）
- （英）德斯蒙德·蘇厄德. 百年戰爭簡史. 由文俊翻譯. 四川人民出版社. 2017. ISBN 9787220102745.